# Wydział Prawa i Administracji Uniwersytetu Zielonogórskiego
Wydział Prawa i Administracji Uniwersytetu Zielonogórskiego (WPA UZ) – jeden z 13 wydziałów Uniwersytetu Zielonogórskiego powstały w 2014 roku w wyniku porozumienia władz uczelni, samorządowych i środowiska prawniczego. Kształci studentów na dwóch podstawowych kierunkach zaliczanych do nauk prawnych na studiach stacjonarnych oraz niestacjonarnych.
Wydział Prawa i Administracji UZ jest jednostką interdyscyplinarną. W jego ramach znajduje się 8 katedr oraz 3 pracownie naukowe. Aktualnie zatrudnionych jest 46 pracowników naukowo-dydaktycznych, w tym 2 z tytułem profesorów, 12 doktorów habilitowanych, 31 doktorów oraz 1 magister. Według stanu na 2015 na wydziale studiuje łącznie 587 studentów (na studiach dziennych i na studiach zaocznych).

## Historia
Początki współczesnego wydziału związane są z podpisaniem 7 grudnia 2012 roku porozumienia w sprawie powołania i rozwoju Wydziału Prawa i Administracji na Uniwersytecie Zielonogórskim. Jego sygnatariuszami były zarówno władze akademickie, samorządowe oraz lokalne środowisko prawnicze województwa lubuskiego. W grudniu 2013 roku projekt ten znalazł także swoje poparcie wśród władz państwowych oraz kościelnych - diecezji zielonogórsko-gorzowskiej. Nowo powstały wydział został powołany dnia 19 marca 2014 roku, zaś pierwszy nabór na kierunki: prawo i administracja odbył się w czerwcu tego samego roku. W 2018 roku wydział przeniósł się do nowej siedziby przy placu Słowiańskim 9. Kamienica ta powstała w 1829 roku jako restauracja "Ressource". Po zakończeniu II wojny światowej i powstaniu w Zielonej Górze Wyższej Szkoły Pedagogicznej mieścił się niej Instytut Matematyki.

## Poczet dziekanów
1. prof. dr hab. Bogusław Banaszak (2014–2018)
2. prof. dr hab. Hanna Paluszkiewicz (2018-2022)
3. ks. dr hab. Tadeusz Stanisławski, prof. UZ (od 2022)

## Kierunki kształcenia
Dostępne kierunki:
- Administracja (studia I i II stopnia)
- Prawo (studia jednolite magisterskie)

Studia podyplomowe:
- Kadry i płace w prawie i praktyce
- Zamówienia publiczne i partnerstwo publiczno-prawne
- Podyplomowe studia prawa karnego gospodarczego i prawa karnego skarbowego
- Prawo zatrudnienia i psychologia pracy

## Struktura organizacyjna

### Instytut Nauk Prawnych
Dyrektor: dr hab. Andrzej Bisztyga, prof. UZ
- Katedra Organizacji Administracji Publicznej
- Katedra Prawa Administracyjnego i Finansowego
- Katedra Prawa Karnego i Postępowania Karnego
- Katedra Prawa Konstytucyjnego, Europejskiego i Międzynarodowego Publicznego
- Katedra Prawa Pracy i Prawa Cywilnego
- Katedra Prawa Prywatnego i Komparatystyki Prawa
- Katedra Teorii, Filozofii i Historii Prawa
- Pracownia Przygotowania do Aplikacji i Komunikacji Prawniczej
- Katedra Polsko-Niemieckie Centrum Badań Komparatystycznych nad Prawem